# Andreas Beck (Regisseur)

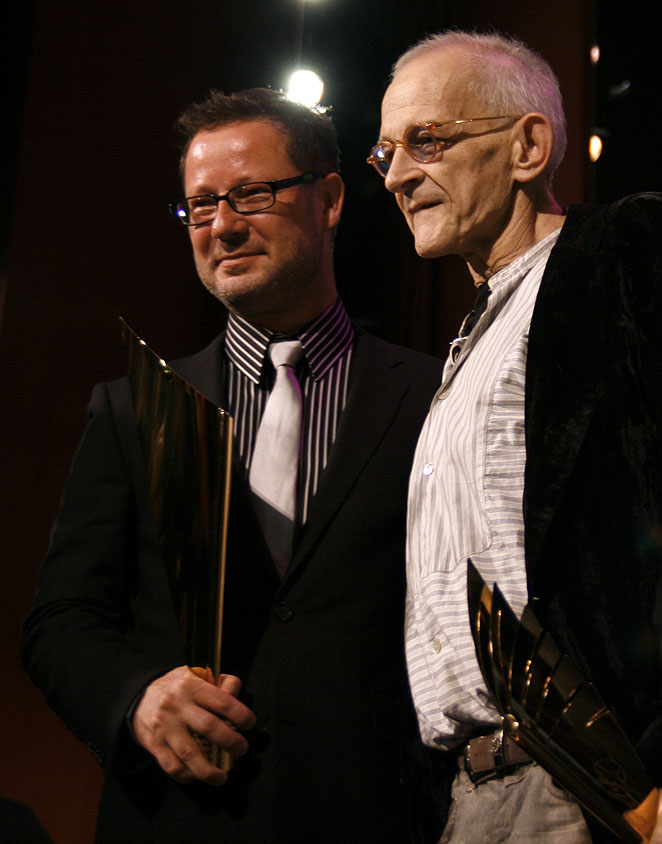
Andreas Beck (l.) mit Gert Jonke (Verleihung des Nestroy-Theaterpreises 2008)

Andreas Beck (geboren am 5. Juni 1965 in Mülheim an der Ruhr) ist ein deutscher Dramaturg, Theatermacher und Intendant.

## Leben und Wirken
Beck studierte im Hauptfach Theaterwissenschaft, in den Nebenfächern Kunstgeschichte und Soziologie an der Ludwig-Maximilians-Universität in München und am DAMS in Bologna. Nach dem Magisterabschluss bei Günther Erken, dem Gründer des Dramaturgiestudiengangs der Bayerischen Theaterakademie, und der Anstellung als Regieassistent 1991 am Wiener Burgtheater arbeitete er in den Folgejahren als freier Regisseur. Von 1994 bis 1997 war Andreas Beck Dramaturg am Bayerischen Staatsschauspiel in München, von 1997 bis 2000 geschäftsführender Dramaturg und Leiter des Autorenprojekts „Dichter ans Theater“ am Schauspiel des Staatstheaters Stuttgart. 2000 wurde er Dramaturg und Leiter des Autorenprojekts „Schreibtheater“ am Deutschen Schauspielhaus in Hamburg. 2002 wechselte er als Dramaturg ans Burgtheater Wien.
Ab Juli 2007 war Andreas Beck Künstlerischer Leiter und Geschäftsführer des Schauspielhaus Wien. Das Schauspielhaus verstand sich unter seiner Leitung als Theater des Zeitgenössischen, als Schauplatz gegenwärtiger literarischer Unternehmungen, als Autoren- und Ensembletheater im „klassischen“ Sinn. Der Fokus lag dabei auf junger und jüngster Dramatik. Für den Neustart im Schauspielhaus Wien wurde Andreas Beck mit dem Nestroy Spezialpreis 2008 ausgezeichnet.
Weiterhin war Beck von 2000 bis 2011 Dozent an der Universität Hamburg, jetzt Theaterakademie Hamburg, und ist seit 2004 Lehrbeauftragter an der Universität für angewandte Kunst Wien in Wien. Nebenher arbeitete er als Übersetzer aus dem Englischen und Italienischen für verschiedene Bühnenverlage. 2005 gehört er der Jury des österreichischen Dramenwettbewerbs Über Grenzen sprechen an.
2015 wurde Beck als Nachfolger von Georges Delnon Direktor am Theater Basel. In sein Team nominierte er als Operndirektorin Laura Berman und verlängerte den seit 2001 amtierten Ballettdirektor Richard Wherlock. Die Leitung des Schauspiels übernahm er selbst, als Geschäftsführende Dramaturgin bestellte er Almut Wagner, als Hausregisseure den Schweizer Thom Luz, den in Basel geborenen australischen Regisseur und Autor Simon Stone, die Österreicherin Nora Schlocker und die Deutsche Julia Hölscher. Somit ist das Theater Basel das einzige Drei-Sparten-Haus im deutschsprachigen Bereich, welches paritätisch von vier Frauen und vier Männern geleitet wird. 2018 wurde das Theater Basel als Theater des Jahres ausgezeichnet.
Im September 2019 wurde Beck als Nachfolger von Martin Kušej Staatsintendant des Bayerischen Staatsschauspiels. Das Residenztheater unter seiner künstlerischen Leitung steht für ein Ensembletheater, das den Schwerpunkt auf zeitgenössische Dramatik mit Uraufführungen und Neudichtungen neben der Pflege eines klassischen Repertoires legt. Klassische Stoffe und Texte werden aus dem Hier und Jetzt heraus befragt und erfahren eine Neudichtung oder Übertragung. Mit der Uraufführung von Ewald Palmetshofers für das Residenztheater als Auftragswerk entstandenem Theatertext Die Verlorenen wurde die erste Spielzeit der neuen Intendanz am 19. Oktober 2019 im Residenztheater eröffnet. Im Oktober 2022 wurde sein Vertrag um weitere fünf Jahre bis Ende der Spielzeit 2028/2029 verlängert.